# Johann Christian Schieferdecker
Johann Christian Schieferdecker (Teuchern, 10 novembre 1679—Lübeck, 5 avril 1732), est un compositeur et organiste allemand. Il a succédé à Dietrich Buxtehude à l'église Sainte-Marie de Lübeck.

## Biographie
Johann Christian Schieferdecker appartient à une famille de musiciens d'église et de pasteurs de Zeitz et Weißenfels actifs depuis le XVIIe siècle. Il naît non loin de là, à Teuchern, où son père, Christian Schiefferdecker, est Kantor, organiste et professeur,.
Pour sa formation musicale, il est envoyé à la Thomasschule (1692–1697), puis à l'université de Leipzig (1698–1702). Deux de ses opéras y sont montés. Il est claveciniste à l'opéra de Hambourg où il collabore avec Georg Bronner et Johann Mattheson pour Victor, Hertzog der Normannen, pasticcio donné lors du couronnement de la reine Anne (partition perdue). Il y compose trois opéras en 1702,. 
À Lübeck dès 1704, il devient l'organiste suppléant de Buxtehude à l'église Sainte-Marie en 1706, à qui il succède le 23 janvier 1707. Le contrat stipule qu'il doit épouser la fille du vieux musicien ; le mariage est célébré le 5 septembre 1707. Il se concentre dès lors sur la musique religieuse et à destination des Abendmusiken inaugurée par Franz Tunder ; il compose des cantates de type oratorios, aujourd'hui perdues. Grâce à lui, les soirées musicales se poursuivent et même se développent jusqu'en 1730,. Il publie en 1715 un recueil de suites et de sonates de chambre.

## Œuvres
- Musicalische Concerte Hamburg, 1713
- Der geduldige Creutz-Träger Hiob, 1720
- Der feurige Untergang Sodoms und Gomorrae, 1721
- Auf, auf, mein Herz, Sinn und Gemüte
- Weicht ihr schwartzen Trauerwolken
- Triumph, Triumph Belial ist nun erleget
- In te Domino speravi

## Discographie
- Musicalische Concerte [Hamburg 1713] no 1 - l'Akademie für Alte Musik (2005, Harmonia Mundi)
- Musicalische Concerte nos 1, 5, 6, 8, 10, 13 - Elbipolis Barockorchester Hamburg (2011, Challenge Records CC72531)
- Musicalische Concerte nos 3, 5, 9 - Ensemble Toutes Suites (2012, Genuin)
- Geistliche Konzerte : Triumph, Triumph, Belial ist nun erleget ; Auf, auf, mein Herz, Sinn und Gemüte ; In te Domine speravi ; Weicht, ihr schwarzen Trauerwolken  - Klaus Mertens, Hamburger Ratsmusik, Simone Eckert (2012, Carus-Verlag)
- Meine Seele erhebt den Herrn - Friedhelm Flamme, orgue (2009, CPO 777 502-2) — dans Œuvres pour orgue du baroque d'Allemagne du Nord, vol. X.